# العلاقات التشيكية البوليفية
العلاقات التشيكية البوليفية هي العلاقات الثنائية التي تجمع بين التشيك وبوليفيا.

## مقارنة بين البلدين
هذه مقارنة عامة ومرجعية للدولتين:
| وجه المقارنة                                              | التشيك                                                                            | بوليفيا                                          |
| --------------------------------------------------------- | --------------------------------------------------------------------------------- | ------------------------------------------------ |
| المساحة (كم2)                                             | 78.87 ألف                                                                         | 1.10 مليون                                       |
| عدد السكان (نسمة)                                         | 10.52 مليون                                                                       | 11.05 مليون                                      |
| الكثافة السكانية (ن./كم²)                                 | 133.38                                                                            | 10.05                                            |
| العاصمة                                                   | براغ                                                                              | سوكري، لاباز                                     |
| اللغة الرسمية                                             | اللغة التشيكية                                                                    | اللغة الإسبانية، اللغة الأيمرية، كتشوا، غوارانية |
| العملة                                                    | كرونة تشيكية، كرونة تشيكوسلوفاكية                                                 | بوليفاريو بوليفي                                 |
| الناتج المحلي الإجمالي (بليون دولار)                      | 215.73 مليار                                                                      | 37.51 مليار                                      |
| الناتج المحلي الإجمالي (تعادل القوة الشرائية) بليون دولار | 356.15 مليار                                                                      | 74.58 مليار                                      |
| الناتج المحلي الإجمالي الاسمي للفرد دولار أمريكي          | 17.55 ألف                                                                         | 3.08 ألف                                         |
| الناتج المحلي الإجمالي للفرد دولار أمريكي                 | 31.19 ألف                                                                         | 6.63 ألف                                         |
| مؤشر التنمية البشرية                                      | 0.878                                                                             | 0.662                                            |
| رمز المكالمات الدولي                                      | +420                                                                              | +591                                             |
| رمز الإنترنت                                              | .cz                                                                               | .bo                                              |
| المنطقة الزمنية                                           | ت ع م+01:00، ت ع م+02:00، توقيت وسط أوروبا، توقيت وسط أوروبا الصيفي، أوروبا/براغ ‏ | 00                                               |

## منظمات دولية مشتركة
يشترك البلدان في عضوية مجموعة من المنظمات الدولية، منها:
| علم المنظمة | اسم المنظمة                        | تاريخ انضمام التشيك | تاريخ انضمام بوليفيا |
| ----------- | ---------------------------------- | ------------------- | -------------------- |
|             | الاتحاد البريدي العالمي            | ?                   | ?                    |
|             | مؤسسة التنمية الدولية              | 1993                | 21 يونيو 1961        |
|             | منظمة حظر الأسلحة الكيميائية       | ?                   | ?                    |
|             | منظمة التجارة العالمية             | ?                   | 12 سبتمبر 1995       |
|             | الأمم المتحدة                      | 19 يناير 1993       | 14 نوفمبر 1945       |
|             | وكالة ضمان الاستثمار متعدد الأطراف | 1993                | 3 أكتوبر 1991        |
|             | منظمة الشرطة الجنائية الدولية      | ?                   | ?                    |
|             | مؤسسة التمويل الدولية              | 1993                | 20 يوليو 1956        |
|             | الاتحاد الدولي للاتصالات           | 1993                | 1 يونيو 1907         |
|             | البنك الدولي للإنشاء والتعمير      | 1993                | 27 ديسمبر 1945       |
|             | يونسكو                             | 22 فبراير 1993      | 13 نوفمبر 1946       |

## وصلات خارجية
- موقع وزارة الخارجية التشيكية
- موقع وزارة الخارجية البوليفية